# Karola Sube
Karola Sube (* 28. April 1964 in Berlin, nach Heirat Karola Ziesche) ist eine ehemalige deutsche Gerätturnerin. Ihr Heimatverein war der SC Dynamo Berlin.
1977 gewann Karola Sube bei der Spartakiade den Bewerb am Schwebebalken und belegte am gleichen Gerät den zweiten Platz bei der DDR-Meisterschaft in der Seniorenklasse. Bei den Weltmeisterschaften 1978 in Straßburg gehörte sie zusammen mit Steffi Kräker, Silvia Hindorff, Birgit Süß, Heike Kunhardt und Ute Wittwer zu der DDR-Riege, die hinter der sowjetischen Mannschaft und den Rumäninnen Bronze gewann. Im Jahr darauf waren bei den Weltmeisterschaften 1979 in Fort Worth noch Kräker, Hindorff und Sube in der Mannschaft, dazu kamen Maxi Gnauck, Katharina Rensch und Regina Grabolle in die Riege, die hinter Rumänien und der Sowjetunion erneut Bronze gewann. Bei den Olympischen Spielen 1980 in Moskau trat die DDR-Riege fast in der gleichen Besetzung an, lediglich Birgit Süß ersetzte die verletzte Regina Grabolle. Die Mannschaft gewann erneut Bronze, in der Einzelwertung belegte Sube den 23. Platz.
Die gelernte Empfangssekretärin studierte an der Fachschule für Hotel- und Gaststättenwesen und war danach lange im Sporthotel Berlin tätig.